# Ephydrella
Ephydrella Tonnoir & Malloch, 1926 è un genere di insetti della famiglia Ephydridae (Diptera: Schizophora) endemico della regione australasiana.

## Descrizione

### Adulto
Gli adulti di Ephydrella si distinguono dal resto degli Ephydrini per la seguente combinazione di caratteri:
- antenne con primo flagellomero privo di setola laterale;
- presenza di due sole setole fronto-orbitali ben sviluppate e assenza di setole interfrontali incrociate;
- prosterno cosparso di rade setoline;
- assenza di una setola sopralare presuturale ben sviluppata;
- presenza di due setole acrosticali prescutellari ben sviluppate;
- presenza di due setole notopleurali diseguali, con la ventrale lunga circa il doppio della ventrale;
- tarsi privi di pulvilli e provvisti di unghie lunghe e diritte.

### Stadi giovanili
La larva è morfologicamente simile al tipo ricorrente fra gli Ephydrini: è più o meno fusiforme, anfipneusta (seconda e terza età), con spiracoli tracheali addominali portati all'apice di un tubo respiratorio bifido che si prolunga dorsalmente dall'ultimo urite. I segmenti toracici sono privi di zampe, mentre gli otto segmenti addominali sono provvisti di pseudozampe.

## Biologia e habitat
Nella regione australasiana Ephydrella occupa la stessa nicchia ecologica che il genere Ephydra ha nelle altre regioni del pianeta. Sotto l'aspetto biologico e quello ecologico, infatti, i due generi sono strettamente correlati, in particolare per quanto concerne il comportamento delle larve. Come in Ephydra, le larve di Ephydrella sono organismi bentonici con regime dietetico microfago, a spese di alghe unicellulari o filamentose. Colonizzano le acque salmastre di zone costiere, mostrando una notevole resistenza alle concentrazioni saline, oppure acque termali. In quest'ultimo caso, il fenomeno dell'adattamento è più complesso in quanto riguarda la concomitanza di alte temperature, ai limiti della compatibilità con la vita animale, di concentrazioni saline più o meno elevate, talvolta associate a pH anomali, di tenori in ossigeno relativamente bassi.
L'adattamento ad ambienti umidi salmastri riguarda sia le specie australiane sia alcune specie neozelandesi, mentre l'adattamento ad ambienti umidi di zone termali è documentata solo per una specie neozelandese, E. thermarum (Dumbleton, 1969). Altri lavori, relativi alla presenza di efidridi del genere Ephydrella in acque termali, fanno riferimento al genere senza entrare nel dettaglio della specie (Winterbourn, 1969). La Nuova Zelanda, l'Islanda e il parco di Yellowstone (USA) sono i siti geografici citati frequentemente come esempio, in letteratura, dell'adattamento degli Efidridi alle difficili condizioni ambientali associate ai processi termali; in realtà questa capacità si è sviluppata in un numero limitato di specie che fanno capo ai generi Ephydra, Scatella, Neoscatella ed Ephydrella.
Alla specie Ephydrella marshalli è attribuito un particolare primato, come organismo osmofilo, nell'ambito della classe degli Insetti. In prove di laboratorio, la larva di questa specie è risultata la più tollerante alla salinità, resistendo per 24 ore ad una osmolarità di 5848 mOsm/litro, superiore di cinque volte a quella dell'acqua marina.

## Sistematica
La storia sistematica del genere Ephydrella è associata ad Ephydra: in origine, Tonnoir & Malloch (1926) istituirono Ephydrella come sottogenere di Ephydra e vi classificarono due nuove specie, Ephydra novaezealandia, designata come serie tipo,  e Ephydra assimilis. Non è stato possibile risalire alla revisione che ha elevato Ephydrella al rango di genere, ma è presumibile che si debba a Cresson (1935). Va osservato che prima di Tonnoir & Malloch (1926), una specie neozelandese (Hutton, 1901) e due australiane (Malloch, 1925) furono classificate nel genere Ephydra: Ephydra aquaria Hutton, Ephydra acrostichalis Malloch e Ephydra breviseta Malloch. Dopo il 1926, negli anni trenta furono classificate tre nuove specie: Ephydrella spathulata Cresson, 1935, Ephydra maquariensis Womersley, 1937 e Mydaezealandia glauca Salmon, 1937. La designazione del nome Ephydrella spathulata da parte di Cresson (1935) lascia presupporre che in tale contesto ci fu la formale distinzione del genere Ephydrella da Ephydra.
Dopo gli anni trenta ci furono ulteriori sviluppi relativi alla tassonomia del genere Ephydrella. I più significativi, in ordine cronologico, sono i seguenti:
- Salmon (1950): sinonimizzazione di Mydaezealandia glauca Salmon, 1937 con Ephydrella spathulata Cresson, 1935 e conseguente riduzione di Mydaezealandia a sinonimo minore di Ephydrella[6].
- Dumbleton (1969): classificazione di una nuova specie neozelandese, Ephydrella thermarum[7].
- Bock (1987): classificazione di due nuove specie australiane, Ephydrella marshalli e Ephydrella tasmaniae[8].

Un cenno particolare va fatto per una specie neotropicale erroneamente classificata, in origine, nel genere Ephydrella. Oliveira (1954) descrisse un nuovo efidride neotropicale e, comparandolo con le descrizioni di Ephydrella, lo classificò con il nome Ephydrella freitasi sulla base dell'affinità nella morfologia delle setole prescutellari. Mathis (2008) rileva che la classificazione di Oliveira era errata in quanto si basava esclusivamente sull'esame morfologico della femmina in assenza di un esame comparato di esemplari maschili. Indagini più accurate hanno condotto Mathis all'istituzione di un nuovo genere neotropicale, Paraephydra, in cui è attualmente classificata la specie Paraephydra freitasi (Oliveira, 1954).
Il quadro aggiornato della sistematica di Ephydrella è così riassunto:
- Ephydrella acrostichalis (Malloch, 1925)[11]
- Ephydrella aquaria (Hutton, 1901)
- Ephydrella assimilis (Tonnoir & Malloch, 1926)
- Ephydrella breviseta (Malloch, 1925)
- Ephydrella macquariensis (Womersley, 1937)
- Ephydrella marshalli Bock, 1987
- Ephydrella novaezealandiae (Tonnoir & Malloch, 1926)
- Ephydrella spathulata Cresson, 1935. Sinonimo: Mydaezealandia glauca Salmon, 1937
- Ephydrella tasmaniae Bock, 1987
- Ephydrella thermarum Dumbleton, 1969

## Distribuzione
Come detto in precedenza, Ephydrella ha una distribuzione complementare rispetto a Ephydra e si caratterizza come genere endemico dell'ecozona australasiana. Le dieci specie sono distribuite in quattro differenti regioni:
- Australia sensu stricto: E. acrostichalis, E. assimilis, E. breviseta, E. marshalli
- Tasmania: E. tasmaniae
- Isola Macquarie: E. macquariensis
- Nuova Zelanda: E. aquaria, E. novazealandiae, E. spathulata, E. thermarum